# 치즈를 곁들인 염소 이야기
치즈를 곁들인 염소 이야기(Goat Story 2)는 Art And Animation Studio 에서 제작한 체코 애니메이션 영화로, 이전 파트인 염소 이야기:오래된 프라하의 전설 후속작이다.

## 어트랙션
영화는 2D 및 3D 입체 버전으로 완전히 처리된다. 4,000개 이상의 녹음된 대화 중 약 350개가 영화로 만들어졌다. 영화의 미완성 버전은 2012년 6월 1일 즐린 영화제 에서 방송되었다.
이 영화는 여러 그래픽 카드의 성능을 활용하는 FurryBall의 독점 렌더링 시스템에서 렌더링되었다.
2015년에 제작자들은 이 영화를 YouTube에 올리기로 결정했는데, 여기서 이 영화는 다양한 언어 변형(영어, 스페인어, 포르투갈어, 러시아어, 독일어, 힌디어)으로 볼 수 있다.

## 캐릭터

### 더 킹 (Dalimil Klapka)
Mr. King은 치즈 감정가이며 전 세계의 치즈를 좋아한다. 이탈리아 파마산, Nives 및 아프리카의 이국적인 치즈까지 Kobyl이라는 충성스러운 왕실 치즈 제작자가 그를 위해 발견했다. 그의 성은 이미 거의 비어 있다. 그는 사랑하는 치즈를 위해 거의 모든 소유물을 팔았고 그의 대식가 혀가 왕실과 그의 생명까지 빼앗을 수 있다는 것을 전혀 모르다.

### 마레(Karel Heřmánek)
Kobyl은 왕을 위해 세계 최고의 치즈 메이커를 찾는 왕실 치즈 메이커이다. 그는 또한 왕의 유일한 측근이므로 그와 다양한 치즈 거래를 협상한다. 실제로 코빌은 밤이 되면 날아다니는 악마 로 변장해 마을의 치즈 장인들을 모두 모은 악인이다. 납치 된 치즈 제조업 자 (쿠바와 마카 포함)는 치즈 공장에 수감되어 "전체 문장에서"치즈를 만들어야한다. 그런 다음 암말은 "세상의 맛"을 왕에게 가져온다. 그는 왕에게서 그의 모든 소유물과 간단히 왕의 면류관도 박탈한다. 그는 운이 좋은 두 악마에게 벌을 받고 지옥으로 끌려간다.

### 쿠바(Matej Hádek)
Kuba는 한때 조각을 꿈꿨지만 결국 그는 왕 자신도 치즈에 빠지는 치즈 왕국에 정착했다. 그는 아내 Máca와 함께 두 자녀 Honzík와 Zuzanka, 그리고 그들의 충실한 친구 Koza를 키우고 있다. Koza는 우유를 줄 뿐만 아니라 말하고 읽을 수 있으며 여전히 그들과 함께 살고 있다.

### 마카(Mahulena Bočanová)
Máca는 Kuba 및 Koza와 함께 프라하 에서 치즈 왕국 으로 이동한다. 그들은 쿠바로 염소 치즈를 만든다. Máca는 악마 자신 (가면을 쓴 Kobyl)이 치즈 제작자이기 때문에 그들을 데려 갈 때까지 그와 함께 행복하게 살고 있다. 그러나 염소와 아이들이 그들을 구할 것이다.

### 염소 (Jiří Lábus)
점박이 염소, 그들의 충실한 말하는 친구. 그녀는 그녀뿐만 아니라 창에서 저장하지 않은 치즈를 훔친 왕에게도 염소 우유로 온 가족을 먹인다. 악마가 쿠바와 마카를 지옥으로 데려가자, 염소는 한때 자신과 쿠바가 카를교 건설에 참여했던 이야기로 아이들을 돕고 동기를 부여한다. 그는 그들과 함께 술집 으로간다. 그곳에서 평범한 단골들 외에도 유명한 동화 트리오 Long, Broad 및 Sharp-eyed 도 나타난다. 그들은 그들에게 서비스를 제공하고 함께 Kobyl의 처벌과 Kuba 및 Máca의 구조를 달성한다.

### Honzík (마틴 수카르다)
Honzík은 두 자녀 중 장남이다. 그는 기사 가 되는 꿈을 꾸지만 집안일 때문에 그렇게 할 수 없다. 기사의 갑옷에서 그는 평범한 목검 과 헬멧으로 빌린 치즈 소쿠리 만 가지고 있다. 집에서 그는 여동생 Zuzanka를 돌보고 염소 젖을 짜는 임무를 맡고 있다. 그는 부모님을 구출하기 위해 코자와 즈잔카와 함께 떠날 때만 엄청난 모험을 경험하게 될 것이다.

### Zuzanka (Alena Kokrdová)
부모의 납치를 힘들게 받아들이지만 코자와 함께 부모를 찾기 위해 용감하게 나선 혼직의 여동생. 악마의 털 에 먼지를 털기 위해 벼룩이 장착되어 있다. 그녀는 순진한 어린 소녀처럼 보이지만 사형 집행 실, 가시 선인장의 방, 심지어 아직 발견되지 않은 선사 시대 도마뱀 과 같은 지하 은신처를 통해 Kobyl에게 일종의 불쾌한 태워 줄 수 있다. Zuzanka는 Kobyl에 의한 성 폐허에서 구출 된 부모에게 돌아간다.

### 긴 (Michal Dlouhý), 넓은 (Miroslav Táborský) 및 영리한 (Miroslav Vladyka)
조금 게으름을 피우고 지금은 여러 술집을 돌아다니고 있는 유명한 동화 삼총사 . 그리고 한 번은 치즈 왕국의 한 술집을 방문했고 그곳에서 Honzík 및 Zuzanka와 함께 Koza를 만났다. 그들은 그들의 봉사를 제공했고 받아들여졌다. 그들의 전설적인 능력, 즉 Long의 범위, Broad의 물 마시기, Sharp-eyed의 비상한 원시는 약간 약해졌지만 결국 생수 덕분에 능력을 되살릴 수 있다.

## 깁스
이 영화에는 다음의 성우가 출연한다.
- Jiří Lábus 염소 역
- Matěj Hádek Jemmy 역
- 케이티 역의 마훌레나 보차노바
- Michal Dlouhý 마테이 역
- 미로슬라프 타보르스키 Miroslav Táborský 사제 이그나크 역
- Karel Heřmánek - 악마/리더
- 거지 역의 달리밀 클랩카
- Ota Jirák 태버너 역
- Martin Dejdar 학생 역

## 검토
- 치즈를 곁들인 염소 이야기 - 62% on Film CZ

## 연결

## 같이 보기
- 컴퓨터 애니메이션 영화 목록